# André Weckmann
Pour les articles homonymes, voir Weckmann.
André Weckmann, né le 30 novembre 1924 à Steinbourg en Alsace et mort le 29 juillet 2012 à Strasbourg, est un écrivain alsacien, romancier et poète produisant des œuvres dans les trois modes d'expressions linguistiques de l’Alsace : le dialecte alsacien, l’allemand standard et le français. Il est un écrivain régionaliste français.

## Biographie
André Weckmann est né le 30 novembre 1924 à Steinbourg, près de Saverne, dans la vallée de la Zorn, d'un père alsacien et d'une mère mosellane.
Ses parents tenaient la Dorfwirtschaft, une auberge alsacienne typique où se rencontrent toujours des personnes de toutes les tendances politiques parlant le dialecte. Baignant dans un milieu culturel populaire, il se familiarise dès son plus jeune âge avec les différentes variantes du dialecte alsacien.
Il a connu l’annexion de l'Alsace sous la période nazie. Il fut incorporé de force dans la Wehrmacht en février 1943 (les «Malgré-Nous »). Grièvement blessé sur le front russe près de Fastov, il déserta en septembre 1944, et entra dans les Forces françaises de l'intérieur (FFI).
Il fut étudiant à Strasbourg, attaché culturel à la Préfecture et animateur de 1954 à 1960, puis professeur d’allemand au lycée de Strasbourg Neudorf – aujourd’hui lycée Jean-Monnet – de 1961 à 1989. Animateur de radio et narrateur célèbre, il participe au mouvement culturel et littéraire en militant.
Il a fait partie des fondateurs du parti politique régionaliste alsacien, autogestionnaire et écologiste, le Front culturel alsacien.
En 1999, il signe avec plus de quatre cents artistes, intellectuels et représentants de la classe politique alsacienne un appel au  président Jacques Chirac et au Premier ministre Lionel Jospin pour la ratification par la France de la Charte européenne des langues régionales ou minoritaires.
André Weckmann était marié et père de deux enfants.
Hospitalisé à la suite d’une chute, il meurt le 29 juillet 2012 à Strasbourg d’une embolie pulmonaire. Il devait publier son  prochain ouvrage en septembre 2012.

## Œuvres
Il écrit plus de trente ouvrages dans les trois langues. Il écrit également des poèmes dont certains ont été mis en musique par René Egles.
André Weckmann est aussi l’auteur de méthodes d’apprentissage de l’alsacien, destinées à la sauvegarde du dialecte et à la promotion du bilinguisme.

### Romans
André Weckmann est l’auteur de :
- Les Nuits de Fastov, Colmar, Alsatia, 1968.
- Sechs Briefe aus Berlin, Colmar, Alsatia, 1969
- Geschichten aus Soranien, ein elsässissches Anti-Epos, Strasbourg, Culture alsacienne, 1973
- Fonse ou l'éducation alsacienne, Paris, Oswald, 1975.
- Die Fahrt nach Wyhl, eine elsässissche Irrfahrt (le voyage vers Wyhl), Strasbourg, CEDA, 1977. Kehl, Morstadt, 1987
- Wie die Würfel fallen (Comme les dés sont jetés), Kehl, Morstadt, 1981
- Odile oder das magische Dreieck, Kehl, Morstadt, 1986
- La Roue du paon, version française du roman Odile oder das magische Dreieck, Strasbourg, BF, 1988
- Simon Herzog, fragments de substance, Strasbourg, Société alsacienne et lorraine de diffusion et d’édition, 1992.
- Elsassichi Liturgie, Strasbourg, Hirlé, octobre 2004
- Laweslini, Liëweslini, Ligne de vie, ligne de cœur, Strasbourg, Hirlé, 2007.
- Iss-Zit - Glaciation, Strasbourg, SALDE, 2011.

### Poésie
André Weckmann est l’auteur des recueils :
- Schang d’sunn schint schun lang, Strasbourg, Association J.B. Weckerlin, 1975
  - Amerseidel
- Haxschissdrumerum, Rothenburg, J.P. Peter, 1976
- Fremdi Getter, Pfaffenweiler, Pfaffenweiler Presse, 1980
- Bluddi hand, Strasbourg, BF, 1983
- Landluft, Pfaffenweiler, Pfaffenweiler Presse, 1983
- Apfel am Winterbaum, Göttingen, Graphikum, 1986

### La Lettre aux otages
Cette lettre, écrite par André Weckmann à l’automne 2010, à la demande du Club de la presse de Strasbourg et des Dernières Nouvelles d’Alsace, adressée aux journalistes otages Stéphane Taponier et Hervé Ghesquière est lue par l’acteur Charles Berling à l’antenne de Radio France internationale le 28 février 2011.
Stéphane Taponier qui l’entendit et la partagea avec ses codétenus témoignera après sa libération : « C’était Charles Berling qui lisait un très beau texte d’un auteur alsacien, M. Weckmann, qui nous a beaucoup émus. Nous étions scotchés. Il y avait le message et une haute valeur littéraire. Nos histoires se ressemblaient, à 70 ans d’écart. »

### Chansons
- René Egles, singt André Weckmann: Wihnachtszit (EMA/SALDE 1996, rééd.2009)

## Récompenses et distinctions

### Distinctions
- André Weckmann est officier dans l’Ordre des Palmes académiques. Il a reçu les insignes de l’Ordre des Arts et des Lettres, le 23 juin 2007 à Strasbourg.
- L’école élémentaire intercommunale de Rœschwoog porte le nom d’André Weckmann.

### Prix littéraires
Il a obtenu de nombreuses récompenses ou prix littéraires en qualité de romancier et de poète, dont :
- 1976 - Prix Johann Peter Hebel pour Odile oder das magische Dreieck et sa poésie dialectale moderne
- 1978 - Grand Bretzel d'or Georges Holderith de l’Institut des arts et traditions populaires, Strasbourg (F)
- 1979 - Prix Internationaler Mölle-Literatur-Preis (S)
- 1986 - Prix Jacob-Burckhardt-Preis (CH)
- 1990 - Médaille Carl-Zuckmayer (D)
- 1996 - Friedestrompreis (D) pour sa poésie dialectale moderne
- 1998 - Turmschreiber von Deidesheim/Weinstrasse (D) pour son engagement en faveur de l’amitié franco-allemande
- 1998 - Badisch-Elsässer Kulturpreis (D),
- 1999 - Prix Gustav Regler Literaturpreis (D) de la ville de Merzig
- 2000 - Rheinlandtaler (D)
- 2002 - Prix Europäischer Kulturpreis Karlsruhe (D)
- Prix pour la meilleure édition littéraire en alsacien, Marlenheim.

## Pour approfondir

### Filmographie
- André Weckmann, une poignée d’orties, film de Daniel Coche, Dora productions / France 3 Alsace, 2003
- André Weckmann, à mains nues, documentaire de Gérard Heinz et Alain Jomy, France 3 Alsace.